# Как кошечка и собачка мыли пол
«Как кошечка и собачка мыли пол» — короткометражный советский мультипликационный фильм 1977 года по сказке Йозефа Чапека.

## Сюжет
Проснувшись утром, кошечка и собачка обнаружили, что в их доме очень грязный пол. Не найдя подручных средств для уборки, они решают вымыть пол с помощью… друг друга. И на это у них ушёл целый день.

## Создатели
| автор сценария и режиссёр           | Алла Грачёва                                                    |
| художник-постановщик                | Ирина Смирнова                                                  |
| композитор                          | Мирослав Скорик                                                 |
| оператор                            | Александр Мухин                                                 |
| звукооператор                       | Игорь Погон                                                     |
| художники-мультипликаторы           | Александр Лавров, Михаил Титов, Нина Чурилова, Константин Чикин |
| ассистенты                          | Ольга Малова, Татьяна Черни, Л. Титенко                         |
| роли озвучивали (русская версия)    | Маргарита Корабельникова                                        |
| роли озвучивали (украинская версия) | Людмила Козуб, Лина Будник                                      |
| монтаж                              | Юны Сребницкой                                                  |
| редактор                            | Светлана Куценко                                                |
| директор картины                    | Иван Мазепа                                                     |